# Eurovision Song Contest 1978
Eurovision Song Contest 1978, česky také Velká cena Eurovize 1978 (či jen Eurovize 1978), byl 23. ročník soutěže Eurovision Song Contest, který se konal v Paříži ve Francii, a to díky vítězství zpěvačky Marie Myriam s písní „L'Oiseau et l'Enfant“ na předchozím ročníku. Soutěž, organizovaná Evropskou vysílací unií (EVU) a stanicí Télévision Française 1 (TF1), se konala v Palais des Congrès 22. dubna 1978. Moderátory přenosu byli televizní moderátoři Denise Fabre a Léon Zitrone. Jednalo se o první ročník, který moderovalo více lidí, a také o teprve druhý ročník, který moderoval muž.
Soutěže se zúčastnilo 20 zemí, což je o dva státy více oproti předchozímu ročníku a do té doby nejvyšší počet celkově. Do soutěže se po dvouleté pauze vrátilo Turecko a po dvanácti letech Dánsko.
Vítězem se stal izraelský zpěvák Izhar Cohen se skupinou Alphabeta s písní „A-Ba-Ni-Bi“. Jednalo se o první vítězství země.

## Výsledky
| Pořadí | Země               | Interpret                  | Skladba                               | Jazyk         | Umístění | Body |
| ------ | ------------------ | -------------------------- | ------------------------------------- | ------------- | -------- | ---- |
| 1.     | Irsko              | Colm C. T. Wilkinson       | „Born to Sing“                        | angličtina    | 5.       | 86   |
| 2.     | Norsko             | Jahn Teigen                | „Mil etter mil“                       | norština      | 20.      | 0    |
| 3.     | Itálie             | Ricchi e Poveri            | „Questo amore“                        | italština     | 12.      | 53   |
| 4.     | Finsko             | Seija Simola               | „Anna rakkaudelle tilaisuus“          | finština      | 18.      | 2    |
| 5.     | Portugalsko        | Gemini                     | „Dai li dou“                          | portugalština | 17.      | 5    |
| 6.     | Francie            | Joël Prévost               | „Il y aura toujours des violons“      | francouzština | 3.       | 119  |
| 7.     | Španělsko          | José Vélez                 | „Bailemos un vals“                    | španělština   | 9.       | 65   |
| 8.     | Spojené království | Co-Co                      | „The Bad Old Days“                    | angličtina    | 11.      | 61   |
| 9.     | Švýcarsko          | Carole Vinci               | „Vivre“                               | francouzština | 9.       | 65   |
| 10.    | Belgie             | Jean Vallée                | „L'amour ça fait chanter la vie“      | francouzština | 2.       | 125  |
| 11.    | Nizozemsko         | Harmony                    | „'t Is OK“                            | nizozemština  | 13.      | 37   |
| 12.    | Turecko            | Nilüfer a Nazar            | „Sevince“                             | turečtina     | 18.      | 2    |
| 13.    | Německo            | Ireen Sheer                | „Feuer“                               | němčina       | 6.       | 84   |
| 14.    | Monako             | Caline a Olivier Toussaint | „Les Jardins de Monaco“               | francouzština | 4.       | 107  |
| 15.    | Řecko              | Tania Tsanaklidou          | „Charlie Chaplin“ (Τσάρλυ Τσάπλιν)    | řečtina       | 8.       | 66   |
| 16.    | Dánsko             | Mabel                      | „Boom Boom“                           | dánština      | 16.      | 13   |
| 17.    | Lucembursko        | Baccara                    | „Parlez-vous français ?“              | francouzština | 7.       | 73   |
| 18.    | Izrael             | Izhar Cohen a Alphabeta    | „A-Ba-Ni-Bi“ (א-ב-ני-בי)              | hebrejština   | 1.       | 157  |
| 19.    | Rakousko           | Springtime                 | „Mrs. Caroline Robinson“              | němčina       | 15.      | 14   |
| 20.    | Švédsko            | Björn Skifs                | „Det blir alltid värre framåt natten“ | švédština     | 14.      | 26   |

### Detailní výsledky
|      |                    | Celkem | Irsko | Norsko | Itálie | Finsko | Portugalsko | Francie | Španělsko | Spojené království | Švýcarsko | Belgie | Nizozemsko | Turecko | Německo | Monako | Řecko | Dánsko | Lucembursko | Izrael | Rakousko | Švédsko |
| ---- | ------------------ | ------ | ----- | ------ | ------ | ------ | ----------- | ------- | --------- | ------------------ | --------- | ------ | ---------- | ------- | ------- | ------ | ----- | ------ | ----------- | ------ | -------- | ------- |
| Země | Irsko              | 86     |       | 12     |        | 3      |             | 5       |           |                    | 7         | 10     |            | 10      | 5       |        | 10    |        | 10          |        | 6        | 8       |
| Země | Norsko             | 0      |       |        |        |        |             |         |           |                    |           |        |            |         |         |        |       |        |             |        |          |         |
| Země | Itálie             | 53     | 10    | 6      |        |        | 1           | 4       | 8         | 6                  | 1         | 1      |            | 1       | 2       | 8      | 2     |        | 3           |        |          |         |
| Země | Finsko             | 2      |       | 2      |        |        |             |         |           |                    |           |        |            |         |         |        |       |        |             |        |          |         |
| Země | Portugalsko        | 5      |       |        | 4      |        |             |         | 1         |                    |           |        |            |         |         |        |       |        |             |        |          |         |
| Země | Francie            | 119    | 6     | 3      | 10     | 2      | 2           |         | 5         | 8                  | 6         | 8      | 6          | 4       | 10      | 5      | 8     | 8      | 1           | 5      | 12       | 10      |
| Země | Španělsko          | 65     |       |        |        | 7      |             |         |           |                    | 8         | 2      | 4          | 7       |         | 4      | 6     | 12     | 2           | 6      | 7        |         |
| Země | Spojené království | 61     | 3     |        |        |        | 6           | 2       | 3         |                    | 2         | 4      | 2          | 6       | 8       | 7      | 3     |        | 5           | 2      | 5        | 3       |
| Země | Švýcarsko          | 65     |       | 5      | 1      | 1      |             | 7       | 4         | 2                  |           | 7      | 8          |         | 6       | 2      |       | 3      | 8           | 1      | 10       |         |
| Země | Belgie             | 125    | 12    | 7      | 6      | 6      | 4           | 12      | 2         | 12                 | 10        |        | 5          |         | 3       | 12     | 12    |        | 7           | 7      | 4        | 4       |
| Země | Nizozemsko         | 37     |       |        | 5      |        |             |         |           | 3                  |           |        |            |         | 4       | 1      |       | 5      | 6           | 12     |          | 1       |
| Země | Turecko            | 2      |       | 1      |        |        |             |         |           | 1                  |           |        |            |         |         |        |       |        |             |        |          |         |
| Země | Německo            | 84     | 1     |        | 3      | 12     | 7           |         | 10        |                    | 3         | 5      | 7          | 8       |         | 10     | 7     | 1      |             | 3      |          | 7       |
| Země | Monako             | 107    | 4     | 4      | 7      | 8      | 5           | 1       |           | 10                 | 5         | 6      | 10         | 5       | 7       |        | 4     | 10     |             | 8      | 1        | 12      |
| Země | Řecko              | 66     | 7     |        | 2      | 5      | 8           | 10      | 7         |                    | 4         |        |            |         |         |        |       | 4      | 4           | 10     | 3        | 2       |
| Země | Dánsko             | 13     |       |        |        |        |             | 6       |           |                    |           |        | 1          |         |         |        |       |        |             | 4      | 2        |         |
| Země | Lucembursko        | 73     | 2     |        | 12     |        | 12          |         | 12        | 7                  |           | 3      | 3          | 2       |         | 6      | 1     | 7      |             |        |          | 6       |
| Země | Izrael             | 157    | 8     | 8      | 8      | 10     | 10          | 8       | 6         | 5                  | 12        | 12     | 12         | 12      | 12      | 3      | 5     | 6      | 12          |        | 8        |         |
| Země | Rakousko           | 14     |       |        |        |        | 3           |         |           |                    |           |        |            | 3       | 1       |        |       | 2      |             |        |          | 5       |
| Země | Švédsko            | 26     | 5     | 10     |        | 4      |             | 3       |           | 4                  |           |        |            |         |         |        |       |        |             |        |          |         |

### 12 bodů
Níže je souhrn 12bodových hodnocení, která získaly jednotlivé země ve finále.
| # | Země        | 12 bodů od                                                   |
| - | ----------- | ------------------------------------------------------------ |
| 6 | Izrael      | Belgie, Německo, Lucembursko, Nizozemsko, Švýcarsko, Turecko |
| 5 | Belgie      | Francie, Řecko, Irsko, Monako, Spojené království            |
| 3 | Lucembursko | Itálie, Portugalsko, Španělsko                               |
| 1 | Francie     | Rakousko                                                     |
| 1 | Německo     | Finsko                                                       |
| 1 | Irsko       | Norsko                                                       |
| 1 | Monako      | Švédsko                                                      |
| 1 | Nizozemsko  | Izrael                                                       |
| 1 | Španělsko   | Dánsko                                                       |

## Zajímavosti
Kdyby vyhrála francouzská píseň, nejspíše by byla diskvalifikována, neboť se během zkoušky zjistilo, že píseň „Il y aura toujours des violons“ byla uvedena již v roce 1976.
Norský interpret Jahn Teigen nezískal ani jeden bod a stal se tak prvním zpěvákem od zavedení nového způsobu hlasování v roce 1975, který skončil s nulovým výsledkem.
Zpěvačka CoCo s písní „Bad Old Days“ skončila na 11. místě, čímž se Spojené království poprvé od roku 1957 nedostalo do první desítky.
Soutěž byla poprvé živě přenášena televizemi v Jordánsku a Dubaji.
Když bylo zřejmé, že v soutěži zvítězí Izrael, ukončila jordánská televize přímý přenos a vysílala záběr na kytici narcisů. Později bylo oznámeno, že zvítězila Belgie, která v soutěži skončila druhá.